# Robert Fettiplace

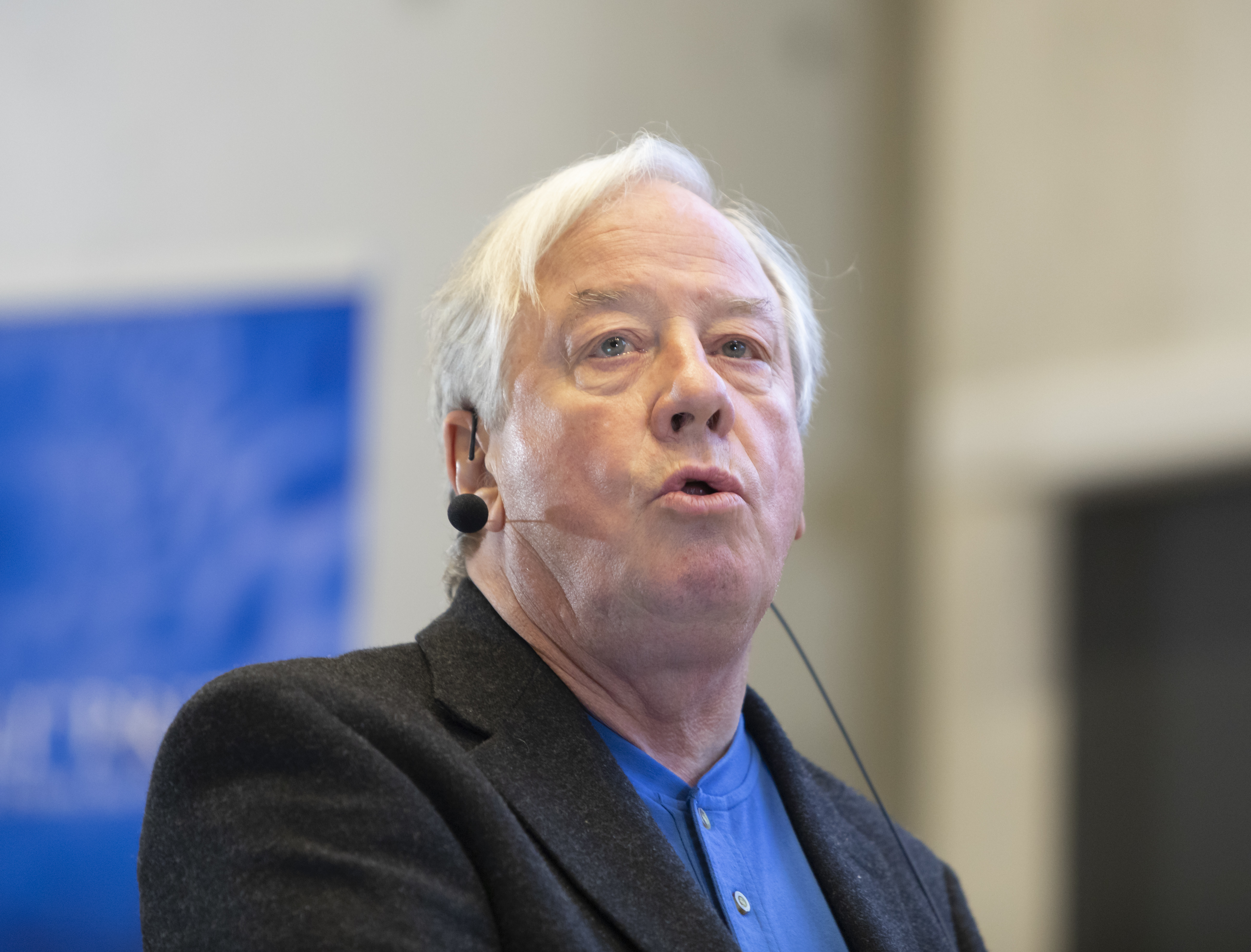
Robert Fettiplace

Robert Fettiplace (* 1946) ist ein britischer Neurowissenschaftler an der University of Wisconsin–Madison. Er ist vor allem bekannt für seine Arbeiten zur Sensitivität und Frequenz-Selektivität der Haarzellen in der Cochlea, für seine Messungen und Aufzeichnungen der Haarzell-Bewegungen, für die Bestimmung wichtiger Eigenschaften der Ionenkänale von Haarzellen und für die Aufklärung der Verstärkerfunktion der äußeren Haarzellen bei Säugetieren.
Fettiplace erwarb 1968 an der Cambridge University einen Abschluss in Medizinischen Wissenschaften und anschließend einen Ph.D. in Biophysik. Ab 1974 arbeitete er als Postdoktorand bei Denis Baylor zu Photorezeptoren bei Schildkröten, zunächst an der University of Colorado Denver, dann an der Stanford University. Ab 1977 war Fettiplace wieder an der Cambridge University, wo er sich der Physiologie der Cochlea bei Schildkröten zuwandte. 1990 erhielt er eine Professur für Neurowissenschaften an der University of Wisconsin–Madison, wo er weitere wegweisende Arbeiten zur Physiologie des Hörens bei Schildkröten und Säugetieren machte. 2011 wurde er emeritiert.
1990 wurde er in die Royal Society, 2012 in die American Academy of Arts and Sciences und 2021 in die National Academy of Sciences gewählt. Für 2018 wurde ihm der Kavli-Preis in Neurowissenschaften zugesprochen, für 2019 der Passano Award, für 2020 der Louisa-Gross-Horwitz-Preis.